# Eduard Wahorowski
Eduard Mykołajowycz Wahorowski (ukr. Едуард Миколайович Вагоровський; ur. 1965, zm. 24 lutego 2022 w Ozerne) – ukraiński żołnierz, podpułkownik, Bohater Ukrainy.
Brał udział w obronie Ukrainy podczas rosyjskiej inwazji w 2022 roku. Zginął pierwszego dnia wojny, w trakcie wyprowadzania ukraińskiego samolotu spod ataku rakietowego. Prezydent Ukrainy Wołodymyr Zełenski postanowił pośmiertnie przyznać mu tytuł Bohatera Ukrainy.